# Wilt
Wilt es una novela cómica del escritor británico Tom Sharpe, publicada originalmente por Secker and Warburg en 1976. Tiene una gran saga de libros de este personaje. La saga completa son 5 libros.

## Argumento
Henry Wilt es un profesor asistente desmoralizado y profesionalmente infravalorado que enseña literatura a aprendices de construcción desinteresados en un colegio comunitario en East Anglia. Años de abucheos y acoso por parte de su esposa Eva, físicamente poderosa pero emocionalmente inmadura, lo dejan con sueños de matarla de varias formas horribles. Pero una serie de eventos desafortunados (incluido uno que involucra a una muñeca inflable de plástico) hacen que Henry emprenda un viaje ridículo. En el camino se encuentra con la humillación y el caos, que finalmente lo llevan a descubrir sus propias fortalezas y cierto nivel de dignidad. Mientras tanto, es perseguido por el tenaz inspector de policía Flint, cuyas laboriosas habilidades de detección y deducción interpretan las acciones a menudo extrañas de Wilt como crímenes atroces.

## Recepción
Considerada generalmente como la mejor novela de Tom Sharpe, Wilt está llena de situaciones cómicas cercanas a la farsa, personajes inverosímiles, giros argumentales inesperados y bromas de tipo sexual. La novela ridiculiza el estereotipo de la educada sociedad británica, y plantea la idea de que por debajo de su fachada de represión late un mar tumultuoso de engaño y anarquía sexual.

## Adaptaciones y secuelas
En 1989 la novela fue adaptada al cine con el título de Wilt en Reino Unido y Australia, y The Misadventures of Mr. Wilt en Estados Unidos. También se ha adaptado en dos ocasiones al formato de audiolibro, una vez en versión abreviada para Harper Collins, leída por Andrew Sachs, y otra para ISIS Audio Books con voz de Nigel Graham. Finalmente, existe una versión teatral, que en España se llevó a los escenarios en 2012, interpretada por Fernando Guillén Cuervo,  Ana Milán y Ángel de Andrés López.

### Serie Wilt
1. Wilt (Wilt, 1976)
2. Las tribulaciones de Wilt (The Wilt Alternative, 1979)
3. ¡Ánimo Wilt! (Wilt On High, 1984)
4. Wilt no se aclara (Wilt in Nowhere, 2004)
5. La herencia de Wilt (The Wilt inheritance, 2009)